# NGC 327
NGC 327 est une galaxie spirale barrée située dans la constellation de la Baleine. NGC 327 a été découverte par l'astronome allemand Albert Marth en 1864.

## Caractéristiques
Sa vitesse par rapport au fond diffus cosmologique est de 5 156 ± 23 km/s, ce qui correspond à une distance de Hubble de 76,0 ± 5,3 Mpc (∼248 millions d'al).
À ce jour, une douzaine de mesures non basées sur le décalage vers le rouge (redshift) donnent une distance de 81,117 ± 5,661 Mpc (∼265 millions d'al), ce qui est à l'intérieur des valeurs de la distance de Hubble. Notons cependant que c'est avec la valeur moyenne des mesures indépendantes, lorsqu'elles existent, que la base de données NASA/IPAC calcule le diamètre d'une galaxie et qu'en conséquence le diamètre de NGC 327 pourrait être d'environ 36,7 kpc (∼120 000 al) si on utilisait la distance de Hubble pour le calculer.
La classe de luminosité de NGC 327 est II_III et elle présente une large raie HI.